# هيلمار هايبيرغ
هيلمار هايبيرغ (بالنرويجية البوكمول: Hjalmar Heiberg)‏ هو عالم أمراض وبروفيسور نرويجي، ولد في 27 سبتمبر 1837 في أوسلو في النرويج، وتوفي بنفس المكان في 25 سبتمبر 1897.